# Villafalletto
Villafalletto är en ort och kommun i provinsen Cuneo i regionen Piemonte i Italien. Kommunen hade 2 904 invånare (2018).